# 日本的尼日利亞人
日本尼日利亞人，是重要的尼日利亞移民社區，約有2800人，其中大部分屬於日本的尼日利亞聯盟，根據出身的州分為不同的亞聯盟。絕大多數尼日利亞人從1980年代中期開始到達日本。他們主要生活在六本木和原宿。

## 移民歷史
尼日利亞人和其他西非移民在1980年代中期開始以移民工人的身份來到日本。合法移民經常通過學生簽證入境，這使他們每周可以工作有限的時間。截至2017年，日本已大大放寬了對技術移民獲得永久居留權簽證的限制，這使他們從學生簽證中順理成章地成為繼任者。
在日本有許多針對尼日利亞移民的組織。尼日利亞聯盟成立最早，成立於1990年。尼日利亞聯盟重建了兩次，最近一次是2010年。成立於2002年的伊莫州聯盟取代了它，成為最大，最活躍的國家，並已正式申請日本法律規定的非營利組織身份。

## 商業與就業
1980年代，一些尼日利亞移民在工廠找到了工作。後來，在日本泡沫經濟爆破後，這類工作的機會減少了，他們轉向了東京娛樂區的夜生活行業，如歌舞伎町或六本木，這些地區的許多酒吧以前都是日本華人或在日朝鮮人所有的，但是在2002年的警方鎮壓非法移民中，該酒吧被關閉了。尼日利亞人利用由此產生的商業真空來開設自己的酒吧，並僱用他們的同胞作為工人。通常，尼日利亞人在街上可以被看作是酒吧的拉客者，在該行業工作的許多尼日利亞移民正在其本國或日本的機構中接受專業職位的培訓或資格認證，例如工程學，但在日本找不到適合其教育水平的其他類型的工作。
日本有許多尼日利亞組織。大多數都隸屬於總部位於美國德克薩斯州休斯頓的尼日利亞聯邦僑民組織，旨在賦予尼日利亞人後裔經濟和政治權利。

## 族際關係
在日尼日利亞人的公眾形象非常差，其活動的公開報導通常集中在酒吧區的犯罪和詐騙，眾所周知，一些尼日利亞的酒吧和俱樂部老闆會向酒客大量勸酒以搶劫他們。這些事件與許多日本人對尼日利亞社區的種族主義成見有關，進一步加劇了緊張局勢。

## 在傳媒中
從2011年至2016年，美國作家德魯·理查德擔任《日本時報》特約記者，報導日本的非洲社區，特別是發表了有關尼日利亞社區的一系列專題文章。[10] 《日本時報》的報導包括公民組織，文化團體，宗教機構，紅燈區，婚姻和家庭生活的報導，以及正在出現的“融合差距”，這種融合將完全融合的非洲移民與抵達日本後陷入困境的移民區分開來。